# Катастрофа L-749 под Гвадалахарой
Катастрофа L-749 под Гвадалахарой — авиационная катастрофа пассажирского самолёта Lockheed L-749A Constellation авиакомпании Aerovías de México, произошедшая ночью в понедельник 2 июня 1958 года к западу от Гвадалахары, при этом погибли 45 человек. На то время по масштабам это была крупнейшая авиакатастрофа в Мексике.

## Самолёт
Lockheed L-749A Constellation с заводским номером 2665 был выпущен в 1951 году и изначально получил регистрационный номер VT-DEO. 21 марта самолёт передали заказчику — индийской авиакомпании Air-India, в которой он также получил имя Bengal Princess (рус. Принцесса Бенгалии). В феврале 1958 года лайнер вернулся на завод-изготовитель, так как к тому времени в авиакомпании Air-India L-049 и L-749 заменяли на более вместительные L-1049 Super Constellation. 26 февраля борт VT-DEO был продан мексиканской авиакомпании Aerovías de México, где после перерегистрации получил новый бортовой номер XA-MEV.

## Катастрофа
Борт XA-MEV выполнял внутренний пассажирский рейс 111 по маршруту Тихуана — Масатлан — Гвадалахара — Мехико — Акапулько. Первые два этапа прошли без отклонений и в 20:02 авиалайнер приземлился в Гвадалахарском аэропорту. Всего на борту находились 38 пассажиров и 7 членов экипажа (поначалу сообщалось о 40 пассажирах), когда в 21:53 рейсу 111 было дано разрешение на полёт до Мехико. Самолёт оторвался от взлётно-посадочной полосы 28 и стал выполнять нормальный набор высоты, наблюдаясь при этом на радиолокаторе аэропорта. Затем в 22:06 засветка рейса 111 вдруг пропала с экрана, а к западу от аэропорта в горах появилось огненное зарево. В 13 километрах к западу от радиомаяка Гвадалахары борт XA-MEV на скорости около 400 км/ч в темноте врезался в горы Латилла (исп. La Latilla), разрушился и сгорел.
Все 45 человек на борту погибли, что на то время делало катастрофу рейса 111 крупнейшей авиакатастрофой в стране.

## Расследование
В начале расследования было быстро определено, что самолёт был технически исправен, а его экипаж достаточно квалифицированным для выполнения полёта.
Поначалу были различные версии о причинах, в том числе подозревали шедший в это время дождь и вероятность попадания молнии. Была версия и о политическом мотиве, так как на борту находился Хосе Мануэль Рамос Чавес (исп. José Manuel Ramos Chávez) — сын вице-президента муниципалитета Гвадалахара.
Но в ходе расследования следователи пришли к мнению, что экипаж не соблюдал установленные процедуры по выходу из зоны аэропорта. Согласно правилам после вылета следовало сперва выполнить левый поворот, чтобы уйти от гор, что находятся к западу от Гвадалахары. Но экипаж рейса 111 отклонился влево незначительно, после чего продолжал выполнять набор высоты в юго-западном направлении на протяжении пары минут, а затем для выхода на маршрут стал выполнять правый разворот, во время которого врезался в горный склон.

## Причина
По мнению следователей, катастрофа произошла из-за того, что экипаж выполнял полёт с нарушениями установленных процедур.